# Управљачки крстић
Управљачки крстић или само крстић (енгл. D-pad, скраћено од directional pad или digital pad) равна је површина, обично четворосмерна са тастером на свакој тачки, која је саставни део готово свих савремених играчких контролера, даљинских управљача и смартфона. Као у ранијим играчким џојстицима, крстићи су углавном дигитални, што значи да се могу користити само смерови наведени на тастерима, без средњих вредности. Међутим, комбинације два смера (нпр. горе и лево) дају дијагонале, па се многи савремени крстићи могу користити за пружање осмосмерног улаза.
Иако управљачки крстићи нису флексибилни као аналогне палице, лако их је користити (уз минимално померање палца) са великом прецизношћу. Такође су једноставнији за одржавање и не штрче изнад контролера, зато су идеални за преносиве конзоле као што су Game Boy, Nintendo DS и PlayStation Portable.
Крстићи се налазе и на другој електронској опреми, укључујући А/В даљинске управљаче (посебно кад су се појавили DVD плејери, који се заснивају на менијима), калкулаторе, ручне рачунаре, смартфоне и стерео-уређаје за аутомобиле попут карпјутера.